# Paroreomyza
Paroreomyza là một chi chim trong họ Fringillidae.